# Phygadeuon infelix
Phygadeuon infelix är en stekelart som beskrevs av Dalla Torre 1901. Phygadeuon infelix ingår i släktet Phygadeuon och familjen brokparasitsteklar. Arten är reproducerande i Sverige. Inga underarter finns listade i Catalogue of Life.